# Sungai Ulu
Sungai Ulu is een bestuurslaag in het regentschap Natuna van de provincie Riau-archipel, Indonesië. Sungai Ulu telt 1452 inwoners (volkstelling 2010).